# اللجنة الوطنية المشتركة للإغاثة الإسبانية
جمعية تطوعية بريطانية تشكلت في نهاية عام 1936، بهدف تنسيق جهود الإغاثة لضحايا الحرب الأهلية الإسبانية. ترتب على اللجنة ان تعمل كمنظمة جامعة، في مجال يوجد فيه بالفعل عدد من المجموعات في المملكة المتحدة..  وركزت على ثلاثة مجالات: 
- رعاية اللاجئين. 
- إخراج المدنيين من المناطق المتضررة من الحرب 
- الإغاثة الطبية.
كانت هذه اللجنة أيضا بمثابة عامل ضغط ففي حبعض الحالات مثل حالة إجلاء أطفال الباسك إلى المملكة المتحدة، تعتبر اللجنة  فعالة في الضغط على الحكومة. لكن دورها التاريخي متنازع عليه.  كجزء من حركة «المعونة الإسبانية» الوطنية، يُنظر إلى قاعدتها السياسية الواسعة على أنها مؤشر على جبهة شعبية تضم العديد من المؤسسات، لكن بوكانان جادل بأن دعم إسبانيا الجمهورية كان شكلاً من أشكال السياسة ذات القضية الواحدة والتي تعمل من خلال الأفراد. 
-الأنصار 
ومن بين المؤيدين البارزين للجنة جيفري ثيودور غارات وإليانور راثبون وكاثرين ستيوارت موراي دوقة أثول. تداخل أفرادها إلى حد كبير مع لجنة أطفال الباسك لعام 1973، وتقاسمت الهيئات قواعد لندن في 53 شارع مارشام.  لكن لجنة أطفال الباسك حافظت على مسافة معينة، حيث مثلت منظمات مثل الكنيسة الكاثوليكية التي لم تكن تريد أي علاقة بجمعيات الحزب الشيوعي لبريطانيا العظمى التابعة لاللجنة الوطنية المشتركة للإغاثة الإسبانية. 
تم تصميم ملصقات الدعاية لاللجنة الوطنية من قبل فيليسيتي أشبي، عضو في الجزب الشيوعي لبريطانيا. كان من بين الموظفين في مكتب بربينيان في جنوب فرنسا نانسي ميتفورد وبيتر رود زوجها وفريدا ستيوارت.
-تكوين اللجنة 
اندلعت الحرب في إسبانيا في يوليو عام 1936. قاد نداء من خوليو الفاريز ديل فايو نيابة عن الحكومة الإسبانية مجموعة من ستة أعضاء من البرلمان البريطاني لزيارة مدريد في نوفمبر 1936 : كانوا سيمور كوكس وكروفورد جرين ودوكتور جرنفل  وارشيبالد جيمس وجون ماكنمارا ويلفريد روبرتس. روبرتس، في المجموعة البرلمانية لإسبانيا المؤلفة من 15 نائباً، اقترح لجنة وطنية مشتركة، أُعلن عنها في «منزل االاصدقاء» في 23 ديسمبر 1936.اجتمعت اللجنة لأول مرة في يناير 1937، واستمرت في غرف لجان البرلمان.القادة الذين ظهروا هم روبرتس، دوقة أتول، وإيزابيل براون؛ كانت الدوقة هي الرئيسة، وجرينفيل وماكنمارا وروبرتس كسكرتيرات.
تم تشكيل اللجنة الاسكتلندية المشتركة للإغاثة الإسبانية في فبراير 1938.
قبل تشكيل اللجنة الوطنية المشتركة للإغاثة الإسبانية، كانت هناك لجنة إغاثة تحت اسم «أصدقاء إسبانيا» (اللجنة الوطنية لأصدقاء إسبانيا)؛ وبحلول وقت ما في عام 1937، تم اعتبار هذا الأمر مدمجًا فاصبحو منظمة واحدة. لم تكن هذه المجموعة هي اللجنة الأمريكية برئاسة جون إيه ماكاي، ولا «أصدقاء إسبانيا الوطنية»، وهي مجموعة مؤيدة لفرانكو حول ألفريد دينفيل والتي أعادت تسمية نفسها في عام 1937.
-الأحداث
إسبانيا والثقافة 24 يونيو 1937، لمساعدة أطفال لاجئي الباسك، في قاعة ألبرت الملكية شارك العديد من الشخصيات الثقافية كضيوف. 
أكتوبر 1938، معرض غيرنيكا بابلو بيكاسو في معرض نيو بيرلينجتون.
-نهاية الحرب الإسبانية
مع انتهاء الحرب الأهلية الإسبانية في مارس 1939، في انتصار لقوات فرانسيسكو فرانكو، ركزت اللجنة الوطنية للعدالة الاجتماعية على الجهود الإنسانية في فرنسا.في عام 1941، تم استخدام أموال اللجنة الوطنية المشتركة للإغاثة الإسبانية لتأمين دخول الأرجنتين للجمهوريين الإسبان.